# Hyposcada zarepha
Espèce
Hyposcada zarepha est un insecte lépidoptère  de la famille des Nymphalidae, de la sous-famille des Danainae et du genre Hyposcada.

## Dénomination
Hyposcada zarepha a été décrit par William Chapman Hewitson en 1869.

### Sous-espèces
- Hyposcada zarepha zarepha; présent au Surinam, en Guyana et en Guyane.
- Hyposcada zarepha flexibilis (Haensch, 1909); présent au Pérou.
- Hyposcada zarepha kena (Hewitson, 1872); présent en Équateur
- Hyposcada zarepha luisa (Tessmann, 1928); présent au Pérou.
- Hyposcada zarepha pseudegra (Zikán, 1941); présent au Brésil.
- Hyposcada zarepha virina (Haensch, 1909); présent en Bolivie.
- Hyposcada zarepha ssp ; présent au Pérou.
- Hyposcada zarepha ssp; présent en Colombie.
- Hyposcada zarepha ssp; présent au Venezuela[1].

### Nom vernaculaire
Hyposcada  zarepha se nomme Zarepha Tigerwing en anglais.

## Description
Hyposcada  zarepha est un papillon à corps fin, aux ailes antérieures à bord interne concave. Les ailes sont transparentes marquées de veines marron avec une bordure marron et aux ailes antérieures des bandes marron limitant les plages transparentes.
Le revers est semblable.

## Écologie et distribution
Hyposcada zarepha est présent en Colombie, en Équateur, au Venezuela, en Bolivie, au Pérou, au Brésil, au Suriname, en Guyana et en Guyane.

### Protection
Pas de statut de protection particulier.